# Benedict Anderson
Benedict Richard O'Gorman Anderson (Kunming, 26 augustus 1936 – Batu, 13 december 2015) was een Amerikaanse antropoloog en politicoloog van Brits-Ierse herkomst. Hij werd geboren in China als zoon van James O'Gorman Anderson en Veronica Beatrice Bigham. In 1941 verhuisden zij naar Californië. Hij is vooral bekend door zijn studie van het nationalisme en de zogenaamde verbeelde gemeenschappen (imagined communities).
Hij was tot 1999 emeritus-hoogleraar aan de Cornell-universiteit in de staat New York. Hij was ooit verbannen uit Indonesië door Soeharto, maar in 1999 keerde hij terug naar zijn favoriete land en ging op Oost-Java wonen. Daar stierf hij op 79-jarige leeftijd.

## Werken
- Java in a Time of Revolution: Occupation and Resistance, 1944-1946. Cornell University Press, Ithaca, N.Y. (1972). ISBN 0-8014-0687-0.
- Imagined Communities: Reflections on the Origin and Spread of Nationalism, rev. ed.. Verso, London [1983] (1991). ISBN 0-86091-329-5.
- (1985) In the Mirror: Literature and Politics in Siam in the American Era. Bangkok: Editions Duang Kamol.
- Language and Power: Exploring Political Cultures in Indonesia. Cornell University Press, Ithaca, N.Y. (1990). ISBN 0-8014-2354-6.
- The Spectre of Comparisons: Nationalism, Southeast Asia, and the World. Verso, London (1998). ISBN 1-85984-813-3.
- Under Three Flags: Anarchism and the Anti-colonial Imagination. Verso, London (2005). ISBN 1-84467-037-6.